# Dynamo Kijów (rugby)
Dynamo Kijów (ukr. РК «Динамо» Київ) – ukraiński kłub rugby, mający siedzibę w stolicy kraju, mieście Kijów, grający od sezonu 1991 w rozgrywkach Superlihi.

## Historia
Klub rugby Dynamo Kijów został założony w Kijowie w 1961 roku. W 1965 zostały organizowane pierwsze mistrzostwa Ukraińskiej SRR, w których zespół zdobył złote medale. W 1968 roku klub debiutował w Mistrzostwach ZSRR W 1969 i 1970 był siódmym w końcowej tabeli, a w 1971 awansował na szóstą pozycję. W 1972 zajął ostatnie ósme miejsce w Wysszej lidze i potem grał tylko w mistrzostwach Ukraińskiej SRR. W 1974 po raz ostatni był na podium mistrzostw, zdobywając brązowe medale.

## Sukcesy

### Trofea krajowe
| \| \| Zdobyte trofea w rozgrywkach Ukrainy (stan na: 31-12-2020) \| |                                                            |      |          |
| Rozgrywki                                                           | Osiągnięcie                                                | Razy | Sezon(y) |
| · Mistrzostwo                                                       | I miejsce                                                  | 0    |          |
| · Mistrzostwo                                                       | II miejsce                                                 | 0    |          |
| · Mistrzostwo                                                       | III miejsce                                                | 0    |          |
| · Mistrzostwo                                                       | ?.miejsce                                                  | 1    | 199?     |
| II liga                                                             | I miejsce                                                  | 0    |          |
| II liga                                                             | II miejsce                                                 | 0    |          |
| II liga                                                             | III miejsce                                                | 0    |          |
| Ukraina                                                             | Zdobyte trofea w rozgrywkach Ukrainy (stan na: 31-12-2020) |      |          |

### Inne trofea
- Mistrzostwa Ukraińskiej SRR:
  - mistrz (5x): 1965, 1967, 1968, 1969, 1971
  - wicemistrz (2x): 1970, 1973
  - 3.miejsce (1x): 1974

## Struktura klubu

### Stadion
Klub rugby union rozgrywa swoje mecze domowe na stadionie Dynamo w Kijowie o pojemności 16 873 widzów.

### Derby
- Awiator Kijów
- Politechnik Kijów (rugby)
- Argo Kijów
- Antares Kijów